# الخاندرو بالده
الخاندرو بالده (انگلیسی: Alejandro Balde؛ زادهٔ ۲۱ اکتبر ۲۰۰۳؛ بارسلون) بازیکن فوتبال اهل اسپانیا است که در پست دفاع چپ برای باشگاه فوتبال بارسلونا بازی میکند. 

## دوران باشگاهی
متولد بارسلونا، کاتالونیا، از پدری اهل گینه و مادری اهل دومینیکن می‌باشد. بالده در سال ۲۰۱۱ در سن ۸ سالگی از اسپانیول به بارسلونا پیوست. در ژوئیه ۲۰۲۱، وی قرارداد خود را به همراه بند حق فسخ ۵۰۰ میلیون یورویی تا سال ۲۰۲۴ با بارسلونا تمدید کرد.
بالده در طول پیش‌فصل، در تابستان ۲۰۲۱، با عملکرد خود همه را تحت تاثیر قرار داد و امید را برای جایگزینی آلبا در نیوکمپ به‌وجود آورد.

## دوران ملی
بالده همچنین در تیم‌های ملی فوتبال زیر ۱۶ سال اسپانیا، زیر ۱۷ سال اسپانیا، زیر ۱۸ سال اسپانیا، و زیر ۱۹ سال اسپانیا نیز بازی کرده‌است.

## آمار ملی

### بازی‌های ملی
تا تاریخ ۱۲ اکتبر ۲۰۲۳
| اسپانیا | اسپانیا | اسپانیا | اسپانیا |
| سال     | بازی    | گل      | پاس گل  |
| ------- | ------- | ------- | ------- |
| ۲۰۲۲    | ۴       | ۰       | ۰       |
| ۲۰۲۳    | ۳       | ۰       | ۱       |
| مجموع   | ۷       | ۰       | ۱       |